# Acapulcofelsen
Der Acapulcofelsen ist eine Felsformation mit 200 Metern Höhe im ostantarktischen Viktorialand. An der Oates-Küste ragt er im Mündungsgebiet des Lillie-Gletschers in die Ob’ Bay westlich der Buell-Halbinsel auf.
Wissenschaftler der deutschen Expeditionsreihe GANOVEX gaben ihm seinen Namen in Anlehnung an die bei Klippspringern beliebten Klippen La Quebrada im mexikanischen Acapulco.